# Plądrofonia
Plądrofonia (ang. plunderphonics) – termin stworzony przez Johna Oswalda, kompozytora, który napisał w 1985 roku esej pod tytułem Plądrofonia, czyli piractwo dźwiękowe jako kompozytorski przywilej.
Pojęcie to ma zastosowanie w odniesieniu do każdego rodzaju muzyki powstałej przez wykorzystanie jednego lub więcej nagrań dźwiękowych i przetworzenie ich w nową kompozycję. Nie chodzi przy tym o ukrycie faktu, że dźwięki użyte w nowej kompozycji zostały bezpośrednio zapożyczone, czasem wręcz mogą pochodzić z powszechnie znanych źródeł. Plądrofonia jest uważana za formę kolażu dźwiękowego.
Proceder wykorzystywania nagrań dźwiękowych (samplowania) w komponowaniu utworów można odnaleźć również w innych gatunkach muzycznych (zwłaszcza w muzyce hip-hop), ale plądrofonia zazwyczaj opiera się na samym samplowaniu bez dodawania innych dźwięków podczas tworzenia utworu.

## Przedstawiciele gatunku
Przykłady znanych twórców muzyki plądrofonicznej:
- DJ Shadow (Endtroducing.....)
- The Avalanches (Since I Left You, Wildflower)
- DJ Food (Kaleidoscope)
- MF Doom